# Francisco Alomar
Francisco Alomar Florit era un ciclista profesional español, apodado "el caminante solitario". Nació en Sinéu (Mallorca) el 23 de diciembre de 1928. Fue profesional entre 1951 y 1955, año de su muerte. Murió en Orense el 9 de agosto de 1955, mientras volvía en solitario de una carrera.
Sus mayores éxitos como profesional fueron el Campeonato de España de Montaña en 1955 y las dos medallas de bronce en el Campeonato de España en Ruta de 1953 y 1954.
Era un hermano mayor del también ciclista profesional Jaime Alomar.

## Palmarés
1952
- Trofeo Masferrer

1953
- 3.º en el Campeonato de España en Ruta
- 1 etapa de la Volta a Cataluña

1954
- Trofeo Borras
- Vuelta a Aragón
- Vuelta a Mallorca, más 1 etapa
- 1º en la Barcelona-Vilada
- 3.º en el Campeonato de España en Ruta
- Vencedor de una etapa en la Vuelta a Asturias

1955
- Campeonato de España de Montaña
- Vencedor de una etapa en la Vuelta a Levante